# Halstroff
Halstroff là một xã trong vùng Grand Est, thuộc tỉnh Moselle, quận Thionville-Est, tổng Sierck-les-Bains. Tọa độ địa lý của xã là 49° 23' vĩ độ bắc, 06° 29' kinh độ đông. Halstroff nằm trên độ cao trung bình là 275 mét trên mực nước biển, có điểm thấp nhất là 248 mét và điểm cao nhất là 313 mét. Xã có diện tích 10,78 km², dân số vào thời điểm 1999 là 286 người; mật độ dân số là 26 người/km². Xã khoảng 23 km về phía đông của Thionville, thuộc Pháp từ năm 1661.

## Thông tin nhân khẩu
| 1962 | 1968 | 1975 | 1982 | 1990 | 1999 |
| ---- | ---- | ---- | ---- | ---- | ---- |
| 204  | 358  | 393  | 313  | 281  | 286  |